# حزب سبز (ایران)
حزب سبز یک حزب اصولگرا در ایران است که در سال ۱۳۷۸ تأسیس شد. مؤسس این حزب، حسین کنعانی مقدم، این حزب را یک حزب میانه‌گرا بین اصولگرایان و اصلاح‌طلبان تعریف می‌کند. دو عضو از این حزب، ابوالفضل حسن‌بیگی و یوسف داودی، در سال ۲۰۱۷ به مجلس شورای اسلامی راه یافتند.

## هیئت مؤسس
- امیدوار رضایی
- حسین کنعانی‌مقدم
- محمدابراهیم مداحی
- یوسف داودی
- امیر علوی گراوند
- ابوالفضل حسن‌بیگی